# Bàscara

Położenie gminy na mapie comarki Alt Empordà.

Bàscara (hiszp. Báscara) – gmina w Hiszpanii,  w Katalonii, w prowincji Girona, w comarce Alt Empordà.
Powierzchnia gminy wynosi 17,52 km². Zgodnie z danymi INE, w 2006 roku liczba ludności wynosiła 900, a gęstość zaludnienia 51,34 osoby/km². Wysokość bezwzględna gminy równa jest 66 metrów.

## Miejscowości
W skład gminy Bàscara wchodzą cztery miejscowości, w tym miejscowość gminna o tej samej nazwie:
- Bàscara – liczba ludności: 542
- Calabuig – 77
- Orriols – 161
- Les Roques – 97

| 1991 | 1996 | 2001 | 2004 | 2005 | 2006 |
| ---- | ---- | ---- | ---- | ---- | ---- |
| 775  | 770  | 809  | 870  | 877  | 900  |